# Glypta varipes
Glypta varipes là một loài tò vò trong họ Ichneumonidae.